# Žman
Žmȃn je naselje i lučica na jugoistočnom dijelu Dugog otoka: nalazi se sjeverozapadno od naselja Sali i Zaglava te jugoistočno od Luke.

## Zemljopis
Stariji dio Žmȃna, koji se sastoji od zaseoka Jȗžnji krȃj, Zmȍrašnji krȃj i Gorȉčina, leži u unutrašnjosti južno od obale, a noviji uz obalu uvale Zmȃšćice. Mjesto je okruženo brdima Gorȉčina, podno koje se nalazi najveći dio mjesta, zatim Grādȃc, Mȃli Slȍtinjak, Sȉpićak, Strȃžica, Ȍtinjak i Gȃj. Istočno od obale nalaze se otočići Krknȁta i Vȁka. Gospodarska je osnova poljodjelstvo, vinogradarstvo, ribarstvo i turizam. Plodna polja u okolici Žmȁna su Bȑtin dōlȃc, Slȍtino polje, dio Krȃnjega polja, Srînje polje, Glȃčevo polje te dva polja koja su zimi pod vodom te ih Žmȃnci zovu Mȃlo i Vȅlo jezero. Žman je na regionalnoj prometnici koja prolazi uzduž otoka.

## Povijest
Prvi put ime Žman spominje se u 13. stoljeću,11. lipnja 1260. godine, kad je papa Aleksandar IV., pišući potvrdu o posjedima samostana Sv. Nikole u Zadru, spomenuo posjede u Žmanu, župnu crkvu, polja i vinograde, pod nazivom Mežano. 

## Spomenici i znamenitosti
Župna crkva Sv. Ivana Krstitelja (trobrodna bazilika) spominje se od 13. st., ali nije sačuvala prvobitne oblike.
U žmanskoj župnoj crkvi sačuvani su mnogi vrijedni umjetnički predmeti.

## Stanovništvo
U selu stalno živi oko 160 stanovnika. Prezimena obitelji koje žive u tri zaseoka: 
Jȗžnji krậj - Bukulin, Didović, Gladić, Kalcina, Vodopija, Hrboka, Lordanić, Parica, Ramov, Špralja, Vidulić, Žampera 
Gorȉčina - Ćuc, Frleta, Kunjačić, Žuvić
Zmőrašnji krậj  - Antonina, Čuka, Dragin, Hrboka, Morović, Šegota, Perić, Sambol, Šešelja
| broj stanovnika | 210   | 276   | 308   | 412   | 493   | 499   | 653   | 572   | 633   | 570   | 486   | 420   | 275   | 328   | 203   | 199   | 225   |
|                 | 1857. | 1869. | 1880. | 1890. | 1900. | 1910. | 1921. | 1931. | 1948. | 1953. | 1961. | 1971. | 1981. | 1991. | 2001. | 2011. | 2021. |

## Uprava
Žman je dio dugootočke Općine Sali koja se sastoji od 11 jedanaest naselja (Sali, Zaglav, Žman, Luka, Savar, Brbinj, Dragove, Božava, Soline, Verunić i Veli Rat).
Općinski načelnik je Zoran Morović izabran na lokalnim izborima 2009. godine.

## Gospodarstvo
Čȁ se je radȉlo (i još pomȁlo rȃdi) u Žmȁnu
Jenȃr (siječanj)  - čȅšanje i branje mȃslin, nakon blagdana sv.  Stošije (15. siječnja) počne se hodȉti u mȃškare i grȇ se sve do Krnevȃla, počne se sijati sočivo: grȃh, leća, čičuvȃrda…
Febrȃr (veljača)  - čȅšanje i branje mȃslin, melju se mȃsline. Ako vȅlja ne veljȕje, ȕnda mȁrač opakȕje. Po veljȁče, loza plače. Gȏspe Kandelȏra, zima vȃnka fȏra (2.2.). Sveti Blȃž, da je lȃž (3.2.). Sveti Šime, jȏš je zime (4.2). Sveti Matȋj, sȅdi pa se napȋj (24.2.).  Vjerojatno značenje: Sveti Matija je (bio) 24. veljače, a tada je već dulji dan, a i toplije je, pa se već kod posla treba i odmoriti.
Mȁrač (ožujak) – kopaju se na kȕpi i gnȍju mȃsline i vinograd (trsje), odlûču se jȃnci i kozlȉći, počne se činȉti sȋr i pujȋna (a neki samo piju sȕrotvu), kȍlo dȍmun se počnu sadȉti kunpȋri, lȍvu se sipe (do lipnja). Pas u hlȃd, sipa u krȃj.  Po mȃrča, sipa i komȃrča.
Aprȋl (travanj) – sadi se, brôska, kopȕs i blȋtva, u polju kunpȋri. Kad jȇ jȇ Vazȃn, pȗp je vȃn. Kȍ se ne smȍču pȃlme, da će svećenȉce.  Palme označuju Cvjetnicu, a svećenice Uskrs.  Naime, za Cvjetnicu su se plele masline u obliku palmina lista, a svećenice su posebno pripravljen slatki kruh za blagoslov na Uskrs.  Dakle: Ne bude li kiše na Cvjetnicu, bit će je na Uskrs.
Mȃj (svibanj) – počnu se zamlajīvȁti mȃsline i trsje, u večer se grȇ u crȋkvu na molȋtvu, to je svibanjska pobožnost.  Ako je Jezero osekȁlo, sȃdu se pomedôri, kȕkumari, fažȏ…  Po maja, sipa s kraja.
Zȗnj (lipanj)  - sumpurȋva se grôzje, polȋva se trsje, počnu se dûsti kunpȋri, guli se bôb, grȃh, leća, čičuvȃrda… Svaki dȃn je Bȏžji dȃn, a jedȃn je odabrȃn (Božji dan = Tijelovo).  Bȋ je rȅka Lȇski Ivȃn: Kȍ je posla, da je i dȃn.  Leski Ivan je 24. lipnja. Tada je dan vrlo dug, a možda je i značenje: ima dana.
Lȗj (srpanj) – polȋva se trsje, žanje se i cȋpimi tūčȇ žito (ječam). 
Agȗst (kolovoz) – berû se i sûšu smôkve, Nȁjzeru se berû pomedôri i kȕkumari, na Usȉkovanje (Glavosijek Ivana Krstitelja) priređuju se bolja jela – meso od ȍfce…  Po agȗsta, svako drugo zrno u usta.  Po agȗsta, po vretena (tj. već je kraći dan pa žȋnske po vičȅri imaju vrȉmena i prȇsti). Kad Žmānȃc fȇštu poidȇ, da više nȋ podneva (o podne se više ne počiva).
Devȇti (rujan) – posli Mȃle Gospȇ neki već počnu podabȉrati mȃsline, jemȃtva, grȇ se na svȋću (i u listopadu). 
Desȇti (listopad) – berû se mȃsline, počne se hodȉti na mȉgavicu s kojom se lovi sve do siječnja,  grȇ se u crȋkvu na listopadsku pobožnost.
Jedanajȇsti (studeni) – čȅšanje i branje mȃslin, sadi se bôb, grȇ se na kōgô, bûskavicu, na gavûni (do siječnja). Katarȋna, Krševȃn, do Božȉća mȉsec dȃn.
Dvanajȇsti (prosinac) – čȅšanje i branje mȃslin, pȑd Božȋć se kolju prȃfci, pečû se bržôle, čȋnu se jelȋta, pršȕti i špalȅte, na Bȃdnjak se pečû frȉte.  Sveti Toma, ubȋ prȃfca doma (21. 12.). Do Božȉća jugo i dȃž, po Božȉću bura i mrȃz.

## Kultura
Kultura nije samo ono što je povezano s pismenošću, ali prije negoli je u Žmanu nastojanjem i trudom samih Žmanaca izgrađena škola (1895.) pismeni su, jasno, bili svećenici. Njih je iz Žmana samo od početka 17. stoljeća (otkad se vode matične knjige) bilo čak 115. Radi potreba u bogoslužju vjerojatno je uz župnika uvijek naučio čitati i pokoji mještanin, a u drugoj polovini 19. stoljeća najčešće se kao pismeni i za selo zauzeti ljudi spominju Mate Morović i Ive Vidulić.
Sin Mate Morovića Zakarija postao je učiteljem i početkom 20. stoljeća službovao je u svom selu dok mu sinovi Dinko i Hrvoje, kasniji istaknuti intelektualci, nisu odrasli za školu. Iz prvog je naraštaja žmanske pučke škole potekao vrlo zaslužan svećenik don Mirko Didović koji je „zbog svoje suradnje na privrednom planu sa državnim ustanovama hrvatske vlade osuđen (je) na smrt strijeljanjem 17. svibnja 1945. godine. Od tada mu se gubi svaki trag i do danas mu se ne zna za grob“. Iz tog je naraštaja i pravnik Viktor Ramov koji je nakon Drugog svjetskog rata bio osuđen na smrt zbog suradnje s vlastima novoosnovane države NDH. Kazna mu je ipak preinačena na 20 godina, no početkom pedesetih godina pušten je na slobodu.
Uz župnika don Ivu Silvestrića, koji je bio rodom iz Silbe, te „kao izvrstan pjevač i orguljaš“ Žmance naučio pjevati misu koja se još uvijek pjeva (a vjerojatno je njegovom zaslugom kupljen i harmonij koji su Žmanci uvijek zvali „organ“), don Mirko i Viktor zaslužni su što je u Žmanu 1911. osnovana, čini se, prva čitaonica na zadarskom otočju, a zvala se „Bog i Hrvati“. Bila je vrlo dobro opremljena, imala brojno članstvo, a djelovala je pod tim imenom sve do Aleksandrove diktature 1929. godine kad je morala promijeniti ime. Don Mirko joj je darovao i radio kojega se sjećamo i nakon Drugog svjetskog rata, a dugo je bio jedini radio u selu.
Godine 1925. u Žmanu je osnovano društvo Hrvatski seljački sokol. Društvo je priređivalo godišnje dvije do tri predstave s kojima se vrlo uspješno nastupalo i u Malom i Velom Ižu te u Salima. Američki Hrvati iz Žmana darovali su društvu i instrumente za tamburaški orkestar...
U vrijeme Drugoga svjetskog rata sve je to netragom nestalo, a nestalo je mnogo toga i iz čitaonice koja je u usporedbi s predratnim vremenom samo životarila dok nije sedamdesetih godina (?) potpuno prestala djelovati kad se na njenom mjestu izgradila ambulanta.
Vrijeme veće slobode potakne i nove ideje koje dožive i svoje ostvarenje. Nije slučajno da su se, na poticaj Edvina Bukulina, upravo 1970. i 1971. dogodile svojevrsne žmanske novine. Naime, brojnoj obitelji Albina Bukulina (šest sinova i tri kćeri) koji su se razišli na sve strane Edvin je predložio da o svemu što ih zanima pišu na jednu adresu pa da se to umnaža i šalje na sve adrese. Kasnije su uključili i neke iz obitelji Josipa Vidulića. Ta je pisma priredio za tisak Zlatko Vidulić, a knjiga pod naslovom Didov kantun – u ozračju crkvenosti i hrvatskog proljeća objavljena je u Sisku 1997. godine.
Godine 1992. objavljena je knjiga Župa Žman, o 730. obljetnici prvog spomena mjesnog imena Žman. Tadašnji župnik don Tito Šarin spominje da su Božidar Finka i Nedo Grbin (obojica Saljani) bili glavni inicijatori te knjige, ali jasno je da je iza svega stajao on kao župnik. Žmanac Aldo Vinko Gladić, hrvatski pjesnik i ugledni jezikoslovac – fonetičar te publicist, o knjizi je, po prilici, napisao da je to saljska knjiga o Žmanu jer je u njoj ipak malo priloga koje su napisali sami Žmanci, no dobro je i korisno da imamo barem tu jedinu knjigu o Žmanu.
Edvin Bukulin zaslužan je i za svojevrsno žmansko kulturno ljeto. Čini se da je ono počelo tako što su se još od 1993. kod Gladićovoga dvora, odnosno na Igrišću izvodile duhovne i svjetovne pjesme. 1995., tj. u povodu 100. obljetnice žmanske škole bila je u školi upriličena prigodna izložba i program, a oko 2000. osnovano je nikad službeno registrirano Hrvatsko društvo „Kamenica“ koje otada svake godine (osim 2011.) priređuje susret Na Gladićovin dvoru – večer „domaće riči“, poezije i glazbe. 
Žman je prva župa na zadarskom otočju u kojoj su nabavljene orgulje. Edvin je o nabavi orgulja napisao „okružno pismo“, odazvali su se mnogi Žmanci (pa i nežmanci) u domovini i u inozemstvu i svečana pohvalba orgulja bila je 26. kolovoza 2001. Edvinovim zalaganjem nekoliko godina zaredom u crkvi su održani koncerti uz orgulje i druge instrumente, a, zbog Edvinovih poznanstava, nastupilo je nekoliko uglednih orguljaša.
I vrlo vrijedan pretisak Gutenbergove Biblije, koji se sada čuva u trezoru Biblija Zadarske nadbiskupije, povezan je sa Žmanom. Evo o tome riječi pok. zadarskoga nadbiskupa Marijana Oblaka: „Ova je Biblija povezana sa Žmanom. Lanjskog sam ljeta u tamošnjoj župnoj crkvi blagoslovio orgulje, a da ih Žman dobije zauzeo se jedan liječnik iz Mainza, dr. Hans Peter Lutz, koji godinama ljetuje u tome mjestu, te Edvin Bukulin, Žmanac koji cijeli život radi u Njemačkoj. Budući da znam da je Gutenberg iz Mainza i da je tamo njegov muzej, koji sam dva puta posjetio, pitao sam dr-a Lutza može li kako zadarska zbirka Biblija doći do jednog Gutenberga“. I tako je, kako se može pročitati na internetu, opet uz pomoć Edvina Bukulina, 28. srpnja 2002. nadbiskupu Oblaku u žmanskoj crkvi bio svečano uručen posljednji pretisak iz 1995. god., od dosad 650 otiskanih pretisaka Gutenbergove Biblije.
Edvin je nastojao nastaviti tradicija spomenutog Didovoga kantuna. Tako je 1998. izašao jedan broj koji se po svojim prilozima može smatrati dopunom objavljene knjige. U prosincu 1999. izašao je prvi broj Didovoga kantuna koji je Edvin zamislio kao novi niz. Izdano je još samo nekoliko brojeva koji se mogu pronaći na internetu.
S obzirom na broj stanovnika Žman je dao povelik broj školovanih ljudi različitih zanimanja. Uz već spominjane navedimo barem neke pokojne: Izak Vidulić, fra Romildo Hrboka, Izak Morović, Emil Morović.
Spomenimo i to da svakako treba zahvaliti kulturi što je u Žmanu 1903. bila osnovana Potrošno-obrtna zadruga koja je „dobro djelovala sve do rata 1914. godine“. Nadalje, don Mirko Didović osnovao je 1936. Pčelarsku zadrugu koja nije propagirala samo pčelarstvo, već je za svoje članove nabavljala prehrambene artikle i na ovo područje prva uvezla iz Nizozemske sjemenski krumpir, bijeli lan, što se naveliko uvozilo sve do 1941. godine. I odmah nakon Drugog svjetskog rata Žman je u nečemu među prvima, ako ne i prvi na otocima: 1946. Žmanci su se pobrinuli za električnu rasvjetu sela. U ono vrijeme „letrka je gorȉla“ samo od sumraka do 22 sata...

## Poznate osobe
- Joso Špralja
- Viktor Ramov
- Izak Morović
- Aldo Vinko Gladić